# Eparquía de Idukki
La eparquía de Idukki (en latín: Eparchia Idukkensis) es una circunscripción eclesiástica de la Iglesia católica en India. Se trata de una eparquía siro-malabar, sufragánea de la archieparquía de Ernakulam-Angamaly. Desde el 12 de enero de 2018 su eparca es John Nellikunnel.

## Territorio y organización
La eparquía tiene 3000 km² y extiende su jurisdicción sobre los fieles católicos de siro-malabares residentes en parte del distrito de Idukki, en el estado de Kerala. Sus límite son: al norte el río Cheeyapara-Uzhuvathadam; al este el estado de Tamil Nadu; al oeste los límites entre los panchayats de Kanjikkuzhi y Vazhathope; y al sur los ríos Kinginithode-Vazhipuzha, el límite oriental de la villa de Arakulam y la presa de Idukki.
La sede de la eparquía se encuentra en la ciudad de Idukki, pero en la cercana Vazhathope se halla la Catedral de San Jorge.
En 2021 en la eparquía existían 157 parroquias agrupadas en 10 protoprebisterados.

## Historia
La eparquía de Idukki fue erigida el 19 de diciembre de 2002 con la bula Maturescens Catholica del papa Juan Pablo II, separando territorio de la eparquía de Kothamangalam.

Maturescens Catholica fides ac pietas et maximis quidem auctibus intra fines Indiae non sinit tantum verum quodam modo poscit ut singulis inibi communitatibus efficientius consulatur, novis etiam passim excitandis ecclesiasticis dicionibus. Cum igitur eparchia Kothamangalamensis Syrorum Malabarensium ita tum christifidelium creverit numero tum apostolatus cotidiani necessitatibus, haec quae sequuntur pro apostolica Nostra auctoritate statuimus fierique praecipimus. Ab ipsa commemorata eparchia Kothamangalamensi totam seiungimus regionem loca provinciae civilis dictae Udumbanchola necnon civilium circumscriptionum Thodupuzha et Devicolam complectentem, unde apud urbem Idukki novam condimus eparchiam, in posterum Idukkensem vocandam quam volumus veluti suffraganeam subdi archieparchiae metropolitanae Ernakulamensi-Angamaliensi, cunctis additis ei propriis iuribus et privilegiis, propriis operibus et officiis obligationibus quae in normis Codicis Canonum Ecclesiarum Orientalium recensentur de huius generis constitutione. Documentum autem hoc Nostrum sanctum ratumque in omne esse tempus iubemus, contrariis quibuslibet causis rebusve haudquaquam obsistentibus.

La eparquía fue inaugurada el 2 de marzo de 2003.

## Estadísticas
Según el Anuario Pontificio 2022 la eparquía tenía a fines de 2021 un total de 266 460 fieles bautizados.
| Año                                                                             | Población            | Población | Población      | Sacerdotes | Sacerdotes    | Sacerdotes    | Bautizados por sacerdote | Diáconos permanentes | Religiosos | Religiosos | Parroquias |
| Año                                                                             | Bautizados católicos | Total     | % de católicos | Total      | Clero secular | Clero regular | Bautizados por sacerdote | Diáconos permanentes | Varones    | Mujeres    | Parroquias |
| ------------------------------------------------------------------------------- | -------------------- | --------- | -------------- | ---------- | ------------- | ------------- | ------------------------ | -------------------- | ---------- | ---------- | ---------- |
| 2004                                                                            | 255 000              | 745 000   | 34.2           | 103        | 67            | 36            | 2475                     |                      | 102        | 1250       | 119        |
| 2006                                                                            | 396 010              | 750 805   | 52.7           | 115        | 78            | 37            | 3443                     |                      | 117        | 1301       | 126        |
| 2009                                                                            | 261 750              | 760 350   | 34.4           | 173        | 115           | 58            | 1513                     |                      | 112        | 785        | 141        |
| 2013                                                                            | 262 622              | 763 855   | 34.4           | 193        | 138           | 55            | 1360                     |                      | 116        | 888        | 151        |
| 2016                                                                            | 266 600              | 785 000   | 34.0           | 573        | 238           | 335           | 465                      |                      | 350        | 956        | 155        |
| 2019                                                                            | 266 500              | 814 385   | 32.7           | 724        | 263           | 335           | 368                      |                      | 468        | 924        | 156        |
| 2021                                                                            | 266 460              | 785 000   | 33.9           | 679        | 246           | 433           | 392                      |                      | 440        | 955        | 157        |
| Fuente: Catholic-Hierarchy, que a su vez toma los datos del Anuario Pontificio. |                      |           |                |            |               |               |                          |                      |            |            |            |

## Episcopologio
- Mathew Anikuzhikattil (15 de enero de 2003-12 de enero de 2018 retirado)
- John Nellikunnel, desde el 12 de enero de 2018[3]